# Зеленогорское (Крым)
Зеленого́рское  (укр. Зеленогірське, крымскотат. Efendiköy, Эфендикой) — село в Белогорском районе Республики Крым, центр Зеленогорского сельского поселения (согласно административно-территориальному делению Украины — Зеленогорского сельского совета Автономной Республики Крым).

## Население
| 2001 | 2014  |
| ---- | ----- |
| 2015 | ↘1877 |

Всеукраинская перепись 2001 года показала следующее распределение по носителям языка
| Язык             | Процент |
| ---------------- | ------- |
| русский          | 56.77   |
| крымскотатарский | 30.57   |
| украинский       | 11.86   |
| другие           | 0.35    |

### Динамика численности
- 1974 год — 1532 чел.[10]
- 1989 год — 1609 чел.[11]
- 2001 год — 2015 чел.
- 2009 год — 2115 чел.[12]
- 2014 год — 1877 чел.[13]

## Современное состояние
На 2017 год в Зеленогорском числится 18 улиц и 6 переулков; на 2009 год, по данным сельсовета, село занимало площадь 186,2 гектара на которой, в 674 дворах, проживало 2115 человек. В селе действуют средняя общеобразовательная школа, детская школа искусств, детский сад «Чебурашка», сельский Дом культуры, библиотека-филиал № 6, амбулатория общей практики семейной медицины, отделение Почты России, мечеть Эфендикой джамиси. Зеленогорское связано автобусным сообщением с райцентром и соседними населёнными пунктами.

## География
Зеленогорское находится в центре района, на северных склонах Внутренней гряды Крымских гор, в верхней части долины Сарысу, на левом берегу реки. Высота центра села над уровнем моря — 302 м. Ближайшие сёла — Новоклёново в 1,5 км юго-восточнее, Новогригорьевка в 1,2 километра северо-восточнее и Балки — 0,6 км на юго-запад. Расстояние до райцентра — около 18 километров (по шоссе), до железнодорожной станции Симферополь — примерно 40 километров. Транспортное сообщение осуществляется по региональной автодороге 35Н-118 Луговое — Балки (по украинской классификации — С-0-10342).

## История
Село в нынешнем виде образовано в 1953 году слиянием Грушевки и Червонного, тогда же был образован сельсовет. 26 апреля 1954 года Крымская область была передана из состава РСФСР в состав УССР. На 1974 год в Зеленогорском числилось 1532 жителя. По данным переписи 1989 года в селе проживало 1609 человек. С 12 февраля 1991 года село в восстановленной Крымской АССР, 26 февраля 1992 года переименованной в Автономную Республику Крым. С 21 марта 2014 года в составе Крыма аннексировано Россией.